# 論語正義
《论语正义》二十四卷，论语研究者简称《正义》，刘宝楠及其子刘恭冕撰，初刻于1870年。被誉为《论语》旧注集大成作。

## 评价
- 李零：最晚，最详备，是清代研究《论语》的代表作。[2]
- 杨逢彬：刘宝楠《正义》尽管多所发明，价值很高，但采纳清人不可信之说也最多。[3]